# Emmanuel Mayuka
Emmanuel Mayuka (nacido el 21 de noviembre de 1990 en Kabwe, Zambia) es un  futbolista  zambiano que juega como delantero.

## Carrera
La carrera futbolística de Emmanuel Mayuka emepezó con su debut en el Kabwe Warriors en la temporada 2006/07. Tras dos temporadas con 26 partidos disputados fue traspasado en el verano de 2008 al Maccabi Tel Aviv FC de la Ligat ha'Al israelí.

### Maccabi Tel Aviv FC
En septiembre de 2008 inició su andadura por la liga israelí donde jugaría dos temporadas, la 2008/09 y la 2009/2010. Finalmente, tras dejar buenas sensaciones en la liga israelí, despertó el interés del  Young Boys, quien lo ficharía en el verano de 2010.

### BSC Young Boys
El 28 de mayo de 2010, siendo todavía jugador del Maccabi, se confirmó que Mayuka había firmado un contrato de cinco años con el BSC Young Boys suizo por un precio total de 1,7 millones de dólares. El equipo de Berna encontró así en Mayuka al sustituto para el traspasado Seydou Doumbia, que había sido fichado por el PFC CSKA Moscú. 
El 17 de febrero de 2011, Mayuka anotó un gol en el último minuto ante el equipo ruso del FC Zenit San Petersburgo en unos treintaidosavos de final de la UEFA Europa League ayudando así a su equipo a conseguir la victoria por 2:1.

### Southampton
En agosto de 2012 ficha por el Southampton inglés, equipo recién ascendido a la Premier League. Firma un contrato de 5 años, hasta 2017. [cita requerida]

## Selección nacional
Formó parte de la selección zambiana sub-20 de 2007 que incluía a otros jóvenes talentos como Fwayo Tembo, Clifford Mulenga, Sebastian Mwansa, William Njovu, Stophira Sunzu, Joseph Zimba, Kola Rogers, Jacob Banda, Nyambe Mulenga y Dennis Banda. Fue el jugador más joven en esa Copa Mundial de Fútbol sub-20 de 2007 y el único jugador que aún acudía a la escuela de todo el equipo. A pesar de no llegar a marcar, muchos expertos del fútbol y los aficionados reconocieron su contribución a uno de los escuadrones de los mejores jóvenes en la historia del fútbol de Zambia.
Mayuka debutó en la selección absoluta en la Copa COSAFA de 2007, al anotar el segundo gol en la victoria por 3-0 ante Mozambique.
Mayuka anotó el primer gol de Zambia en la victoria sobre Senegal en la Copa Africana de Naciones 2012, partido en el cual volvió a marcar junto con su compañero de equipo en la sub-20 Rainford Kalaba. Posteriormente, en el mismo torneo, anotó ante Libia y el gol de la victoria en las semifinales frente a Ghana. Eventualmente se proclamó campeón de la Copa Africana de Naciones 2012 tras vencer en tanda de penales a Costa de Marfil, siendo uno de los máximos goleadores del certamen, con 3 tantos.

## Palmarés
- Copa Intertoto:
  - 2008/09

- Copa Africa de Naciones:
  - 2012